# Бушмелев, Евгений Вячеславович
Евгений Вячеславович Бушмелев (8 мая 1979, Гари, Свердловская область — 30 декабря 2023, Свердловская область) — российский военнослужащий ВВ МВД России, ефрейтор (2000). Герой Российской Федерации (30.12.1999).

## Биография
Родился 8 мая 1979 года в посёлке Гари Свердловской области. Окончил среднюю школу. В 1998 году Бушмелев был призван на службу во внутренние войска МВД РФ, служил в составе 21-й отдельной бригады оперативного назначения («софринская бригада»), получил специальность механика-водителя боевой машины пехоты.
С сентября 1999 года участвовал в боях второй чеченской войны. 15 октября 1999 года при штурме станицы Червлённая экипаж Бушмелева в течение трёх часов поддерживал наступление основных сил, неоднократно прорывался под вражеским огнём на передовую и эвакуировал раненых. Противник неоднократно пытался подбить БМП, но Бушмелев успешно маневрировал. 30 октября во время боя у станица Новощедринская БМП Бушмелева была подбита, но он выбрался наружу и на месте починил её, а затем спас подбитую БМП товарища и отбуксировал её в расположение своей части. В бою под Гудермесом он вывел свою машину во фланг позициям сепаратистов и заставил их отступить, а во время боя за село Алхан-Юрт он оказал огневую поддержку окружённым мотострелкам и вывез раненого офицера. Также Бушмелев неоднократно отличался в боях на улицах Грозного, спас большое количество раненых, нанёс противнику большие потери.
Указом Президента Российской Федерации № 1745 от 30 декабря 1999 года за «мужество и героизм, проявленные в ходе контртеррористической операции на Северном Кавказе» ефрейтор Евгений Бушмелев был удостоен высокого звания Героя Российской Федерации с вручением медали «Золотая Звезда».
Демобилизован в 2000 году. Жил и работал в Екатеринбурге.
30 декабря 2023 года погиб в автокатастрофе.